# Союз ТМ-2
Союз ТМ-2 — радянський пілотований космічний корабель (КК) серії «Союз ТМ», типу 7К-СТ, індекс ГРАУ 11Ф732. Серійний номер 51Л. Реєстраційні номери: NSSDC ID: 1987-013A; NORAD ID: 17482.
Перший пілотований політ корабля серії «Союз ТМ» до орбітальної станції Мир.
На кораблі почав політ другий основний екіпаж станції (командир ЕО-2 Романенко Юрій Вікторович, бортінженер ЕО-2 Лавейкін Олександр Іванович), здійснили посадку командир першого гостьового екіпажу Вікторенко Олександр Степанович, бортінженер другого основного екіпажу станції Лавейкін Олександр Іванович, космонавт-дослідник першого гостьового екіпажу Фаріс Мухамед Ахмед.
Планувалось встановити рекорд тривалості польоту. Лавейкін повернувся достроково у зв'язку з проблемами зі здоров'ям. Романенко продовжив політ з Александровим.
Під час польоту корабля Союз ТМ-2 тривали польоти орбітальних комплексів: орбітальна станція Салют-7 з пристикованим транспортним кораблем постачання Космос-1686 (ТКС-4), орбітальна станція Мир з пристикованим вантажним кораблем Прогрес-27.
Екіпаж здійснив три виходи у відкритий космос загальною тривалістю 8 годин 48 хвилин.

## Параметри польоту
- Маса корабля — 7100 кг
- Нахил орбіти — 51,6°
- Орбітальний період — 91,6 хвилини
- Апогей — 365 км
- Перигей — 341 км
- Екіпаж на старті: командир ЕО-2 Романенко Юрій Вікторович, бортінженер ЕО-2 Лавейкін Олександр Іванович.

- Дублерний екіпаж: командир Тітов Володимир Георгійович, бортінженер Серебров Олександр Олександрович
- Запасний екіпаж: командир Волков Олександр Олександрович, бортінженер Ємельянов Сергій Олександрович

- Екіпаж при посадці: командир ЕВ-1 Вікторенко Олександр Степанович, бортінженер ЕО-2 Лавейкін Олександр Іванович, космонавт-дослідник ЕВ-1 Фаріс Мухамед Ахмед

## Політ

Вигляд орбітальної станції на початку польоту

### Запуск
5 лютого 1987 о 21:38:16 UTC з космодрому Байконур ракетою-носієм Союз-У2 (11А511У2) було запущено космічний корабель Союз ТМ-2 з екіпажем Романенко Юрій Вікторович, Лавейкін Олександр Іванович. Це був перший пілотований політ корабля серії «Союз ТМ» до орбітальної станції Мир. У цей час на орбіті перебували: орбітальна станція Мир з пристикованим вантажним кораблем Прогрес-27 і орбітальна станція Салют-7 з пристикованим транспортним кораблем постачання Космос-1686 (ТКС-4)

### Стикування
7 лютого 1987 о 23:27:40 UTC космічний корабель Союз ТМ-2 пристикувався до перехідного відсіку базового блоку орбітального комплексу Мир+Прогрес-27. Екіпаж розконсервував станцію і розвантажив Прогрес-27, що пристикувався до станції 18 січня.

### Прогрес-27
23 лютого 1987 об 11:29:01 UTC Прогрес-27 відстикувався від агрегатного відсіку базового блоку орбітального комплексу Союз ТМ-2+Мир.
25 лютого 1987 о 15:16:45 UTC корабель увімкнув двигуни на гальмування для сходу з орбіти і о 16:05 UTC згорів у щільних шарах атмосфери.

### Прогрес-28
3 березня 1987 об 11:14:05 UTC з космодрому Байконур ракетою-носієм Союз-У2 (11А511У2) було запущено вантажний космічний корабель Прогрес-28.
5 березня о 12:42:36 UTC вантажний космічний корабель Прогрес-28 пристикувався до агрегатного відсіку базового блоку орбітального комплексу Союз ТМ-2+Мир.
26 березня о 05:06:48 UTC вантажний космічний корабель Прогрес-28 відстикувався від агрегатного відсіку базового блоку орбітального комплексу Союз ТМ-2+Мир. Корабель звільнив задній стикувальний порт базового блоку станції Мир для модуля Квант.
26 березня о 03:01:01 UTC корабель увімкнув двигуни на гальмування для сходу з орбіти і о 03:49 UTC згорів у щільних шарах атмосфери.

### Квант
31 березня о 00:06:16 UTC з космодрому Байконур ракетою-носієм Протон-К було запущено модуль Квант у складі орбітального блоку масою 11 тонн і агрегатного відсіку масою 9,6 тонн на базі функціонально-вантажного блоку, що використовувався як космічний буксир.

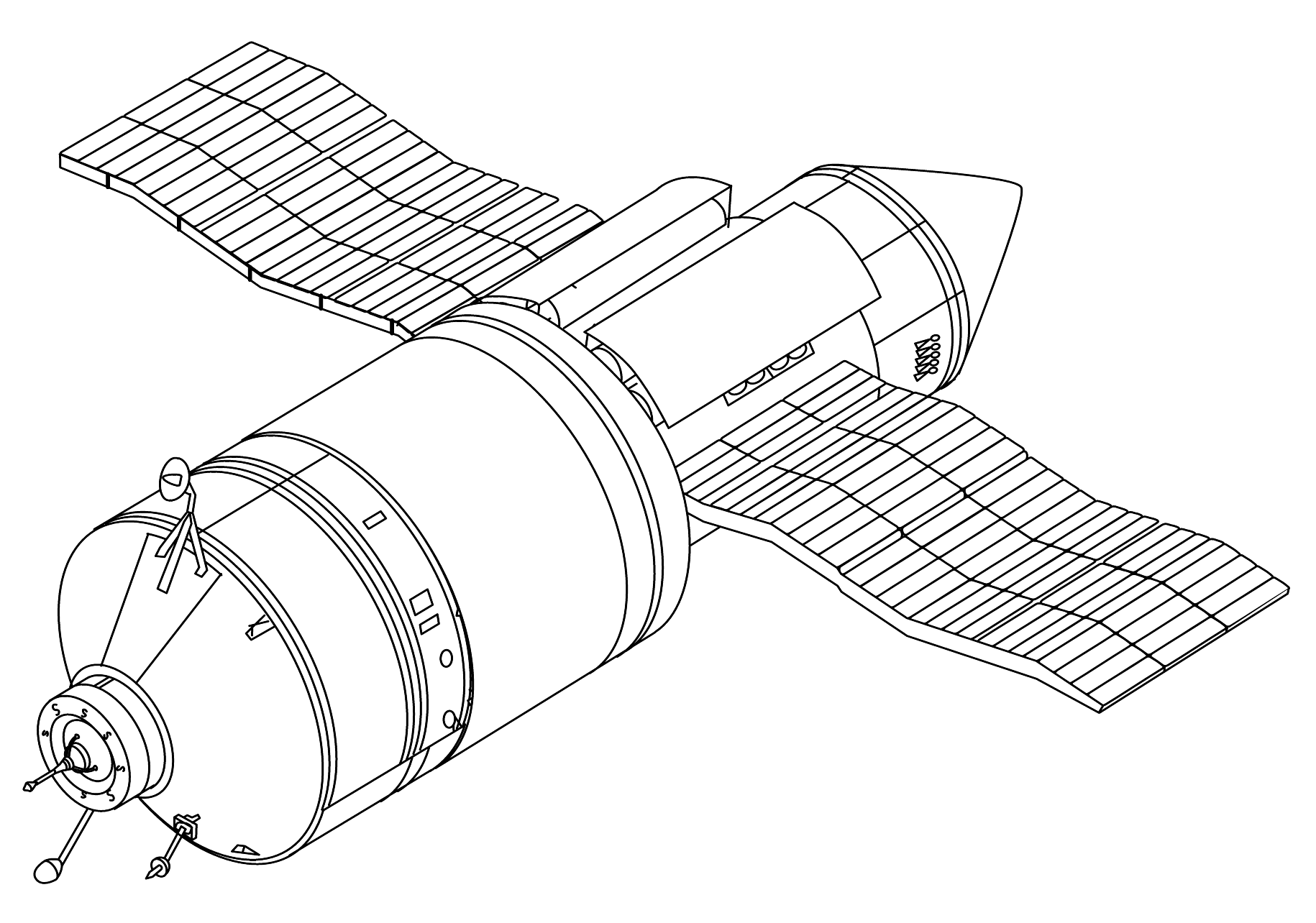
Модуль Квант з агрегатним відсіком

5 квітня модуль Квант почав наближення до заднього порту базового блоку орбітального комплексу Союз ТМ-2+Мир. На період зближення екіпаж станції перейшов до корабля Союз ТМ-2 для швидкої евакуації у випадку зіткнення модуля Квант з базовим блоком. За 200 м до станції система зближення ігла модуля Квант втратила зв'язок з приймальною антеною системи Ігла на базовому блоці станції. Космонавти побачили з ілюмінатора Союзу ТМ-2 як модуль зі службовим відсіком пролетів за 10 м від станції.
9 квітня о 00:35:58 UTC модуль Квант з другої спроби пристикувався з боку агрегатного відсіку базового блоку орбітального комплексу Союз ТМ-2+Мир, але стягування стикувального вузла не вдалося здійснити.

### Перший вихід у відкритий космос
11 квітня о 19:41 UTC екіпаж ЕО-2 (Романенко, Лавейкін) почав вихід у відкритий космос для з'ясуванні і можливого вирішення проблеми зі стикуванням. Космонавти виявили сторонній предмет, імовірно сміттєвий контейнер, що залишився у стикувальному вузлі після відстикування Прогреса-28. За командою з ЦУПу Квант витягнув стикувальну штангу, що дозволило космонавтам наблизитись до предмета і викинути його у відкритий космос. Після цього Квант за командою з ЦУПу підтягнув штангу і успішно закінчив стягування.
11 квітня о 23:21 UTC екіпаж закінчив вихід у відкритий космос. Вихід тривав 3 години 40 хвилин.

### Квант
12 квітня о 20:18:24 UTC відокремився агрегатний відсік модуля Квант, щоб звільнити задній стикувальний порт модуля для наступних стикувань замість заднього порту базового модуля.

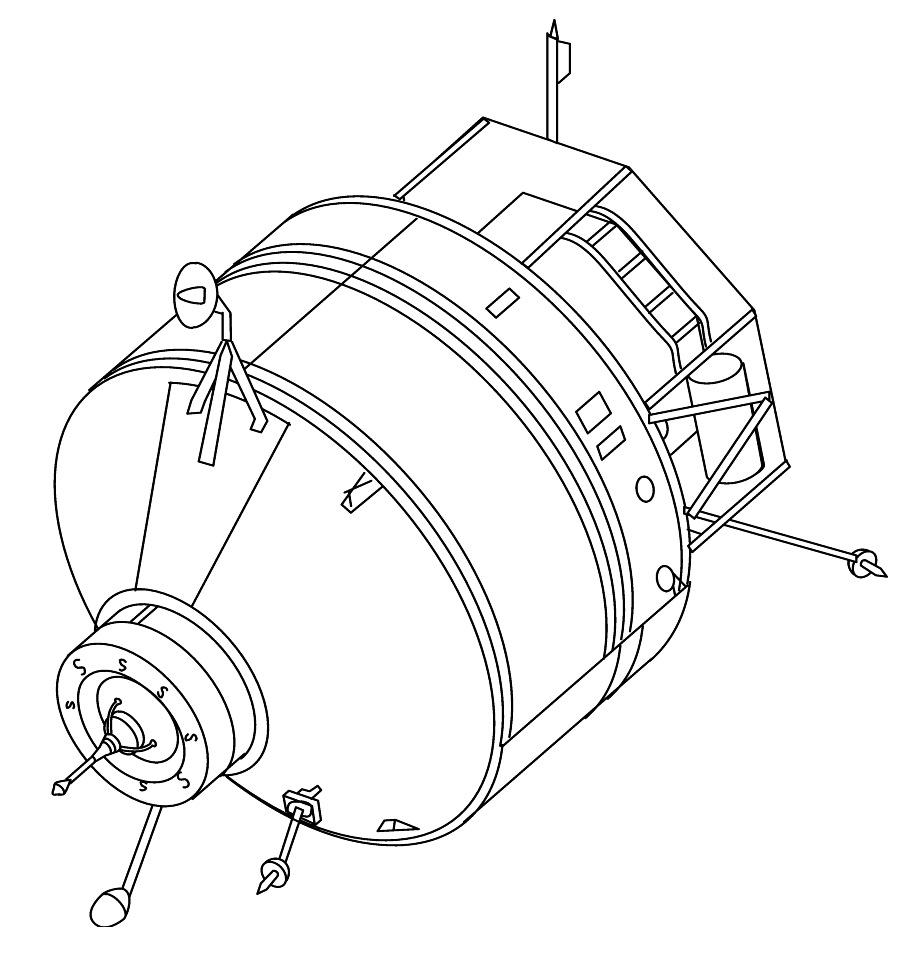
Модуль Квант без агрегатного відсіку

13 квітня екіпаж зайшов до модуля Квант і почав розвантажувати і переміщувати обладнання до базового блоку.
Квант додав 40 м³ герметичного простору, що збільшило загальний герметичний простір до 130 м³. Квант доставив додаткову панель сонячних батарей, яку планувалось встановити згодом згори секції меншого діаметра базового блоку.
16 квітня двигуни орієнтації панелей сонячних батарей базового блоку було з'єднано з датчиками на Кванті.

### Прогрес-29
21 квітня о 15:14:17 UTC з космодрому Байконур ракетою-носієм Союз-У2 (11А511У2) було запущено вантажний космічний корабель Прогрес-29.
23 квітня о 17:04:51 UTC вантажний космічний корабель Прогрес-29 пристикувався до заднього порту модуля Квант орбітального комплексу Союз ТМ-2+Мир. Перший космічний корабель, що пристикувався до модуля Квант.
30 квітня екіпаж станції перевірив орієнтацію комплексу з використання гіроскопів на модулі Квант. Точна орієнтація необхідна для роботи астрофізичних інструментів, розміщених на модулі Квант.
Впродовж перебування Прогреса-29 зістикованим відбувалось перекачування палива крізь модуль Квант до об'єднаної рушійної установки (рос. объединённая двигательная установка, ОДУ)
8 травня почала працювати система Електрон з виробництва кисню електролізом води
11 травня о 03:10:01 UTC вантажний космічний корабель Прогрес-29 відстикувався від заднього порту модуля Квант орбітального комплексу Союз ТМ-2+Мир. О 07:51:16 UTC корабель увімкнув двигуни на гальмування для сходу з орбіти і о 08:28 UTC згорів у щільних шарах атмосфери.

### Прогрес-30
19 травня о 04:02:10 UTC1 з космодрому Байконур ракетою-носієм Союз-У2 (11А511У2) було запущено вантажний космічний корабель Прогрес-30.
21 травня о 05:52:38 UTC вантажний космічний корабель Прогрес-30 пристикувався до заднього порту модуля Квант орбітального комплексу Союз ТМ-2+Мир.
Станція Мир мала недостатній виробіток електроенергії, що спричинило певні проблеми при виготовленні розплавів установкою Корунд 1-М. Більшу частину травня екіпаж станції виконував медичні експерименти і дослідницькі фотографування Землі, що потребувало невеликих затрат електроенергії.

### Другий вихід у відкритий космос
12 червня о 16:55 UTC екіпаж ЕО-2 (Романенко, Лавейкін) почав вихід у відкритий космос для встановлення першої частини додаткових панелей сонячних батарей.
Екіпаж встановив двигун для повороту панелей сонячних батарей і перші дві панелі сонячних батарей.
12 червня о 18:48 UTC екіпаж закінчив вихід у відкритий космос. Вихід тривав 1 годину 53 хвилини.

### Третій вихід у відкритий космос
16 червня о 15:30 UTC екіпаж ЕО-2 (Романенко, Лавейкін) почав вихід у відкритий космос для закінчення установки додаткових панелей сонячних батарей.
Екіпаж з'єднав встановлені сонячні батареї з електричною мережею станції і розгорнув їх на довжину 10,6 м. Загальна площа нових панелей сонячних батарей становила 24 м³, панелі додали 11,4 кВт потужності.

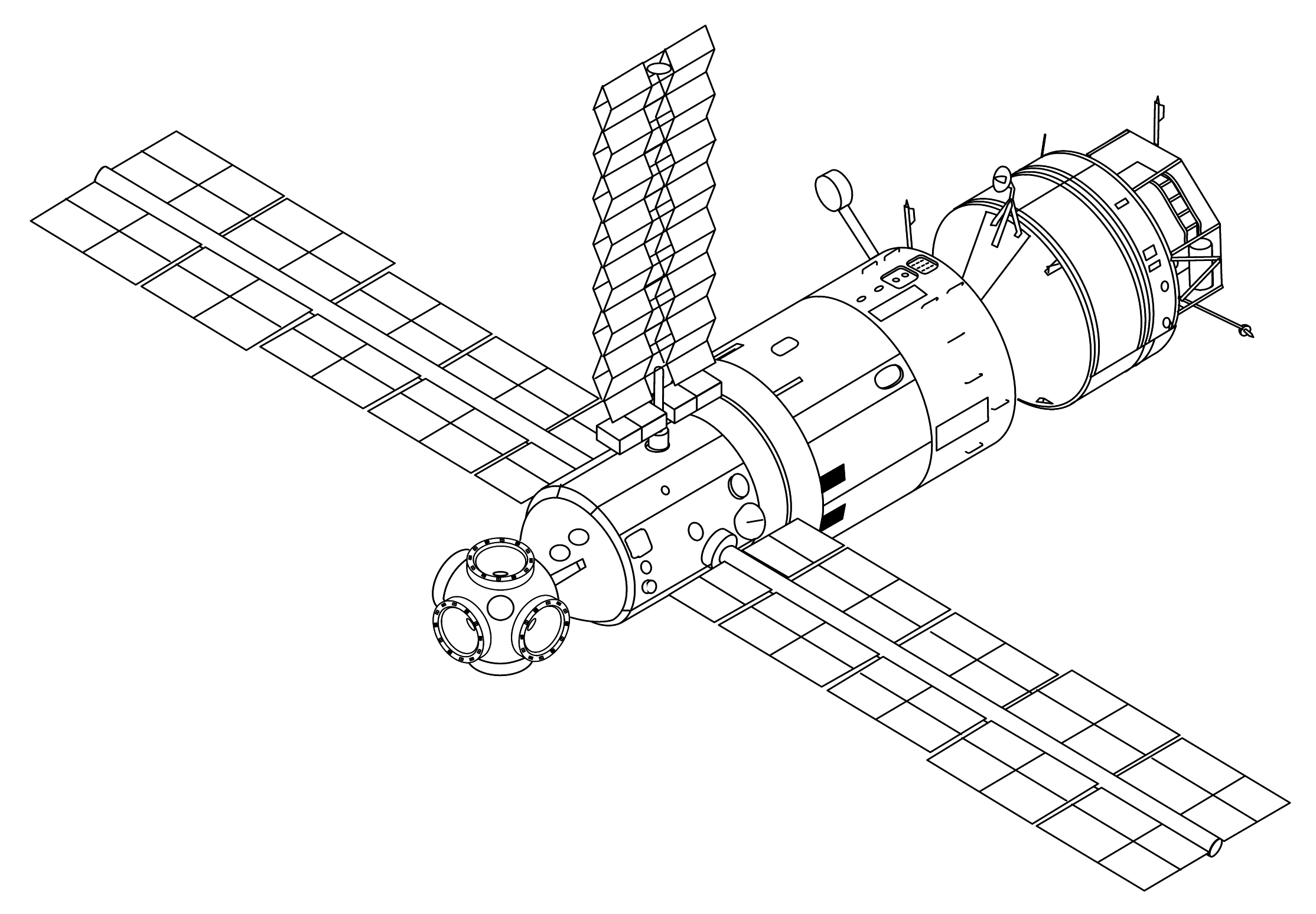
Вигляд орбітальної станції після установки додаткових панелей сонячних батарей

16 червня о 18:45 UTC екіпаж закінчив вихід у відкритий космос. Вихід тривав 3 години 15 хвилин.

### Наукові дослідження
Впродовж червня-серпня екіпаж здійснив 115 сесій з вивчення наднової 1987а у Великій Магеллановій Хмарі з використанням рентгенівської обсерваторії в модулі Квант.

### Прогрес-30
19 липня о 00:19:51 UTC вантажний космічний корабель Прогрес-30 відстикувався від заднього порту модуля Квант орбітального комплексу Союз ТМ-2+Мир. О 05:00 UTC корабель увімкнув двигуни на гальмування для сходу з орбіти і о 05:42 UTC згорів у щільних шарах атмосфери.

### Союз ТМ-3
22 липня 1987 о 01:59:17 UTC з космодрому Байконур ракетою-носієм Союз-У2 (11А511У2) було запущено космічний корабель Союз ТМ-3 з екіпажем Вікторенко Олександр Степанович, Александров Олександр Павлович, Фаріс Мухамед Ахмед — першим екіпажем відвідин (ЕП-1).

### Стикування Союзу ТМ-3
24 липня 1987 о 03:31:23 UTC космічний корабель Союз ТМ-3 пристикувався до заднього порту модуля Квант орбітального комплексу Союз ТМ-2+Мир.
Екіпаж станції після стикування: Романенко, Лавейкін, Вікторенко, Александров, Фаріс.
Об'єднаний екіпаж спостерігав за Сирією і здійснював експерименти з виготовлення матеріалів.

### Відстикування Союзу ТМ-2
29 липня 1987 о 20:37:00 UTC космічний корабель Союз ТМ-2 з екіпажем Лавейкін, Вікторенко, Фаріс відстикувався від перехідного відсіку базового блоку орбітального комплексу Союз ТМ-2+Мир.
Екіпаж станції після відстикування: Романенко, Александров.
30 липня 1987 о 00:13:51 UTC корабель Союз ТМ-2 увімкнув двигуни на гальмування для сходу з орбіти і о 01:04:12 UTC приземлився